# Joan Segimon
|  | Per a altres significats, vegeu «Joan Segimon Záploya». |

Joan Segimon -alemany: Johann Sigismund- (8 de novembre del 1572 - 23 de desembre 1619) fou Príncep elector del Marcgraviat de Brandenburg de la Casa de Hohenzollern. Esdevingué el Duc de Prússia pel seu matrimoni amb la duquessa Anna de Prússia, la filla gran del Duc de Prússia Albert Frederic que va morir sense fills. Aquest matrimoni dona peu a la creació de Brandenburg-Prússia.

## Família

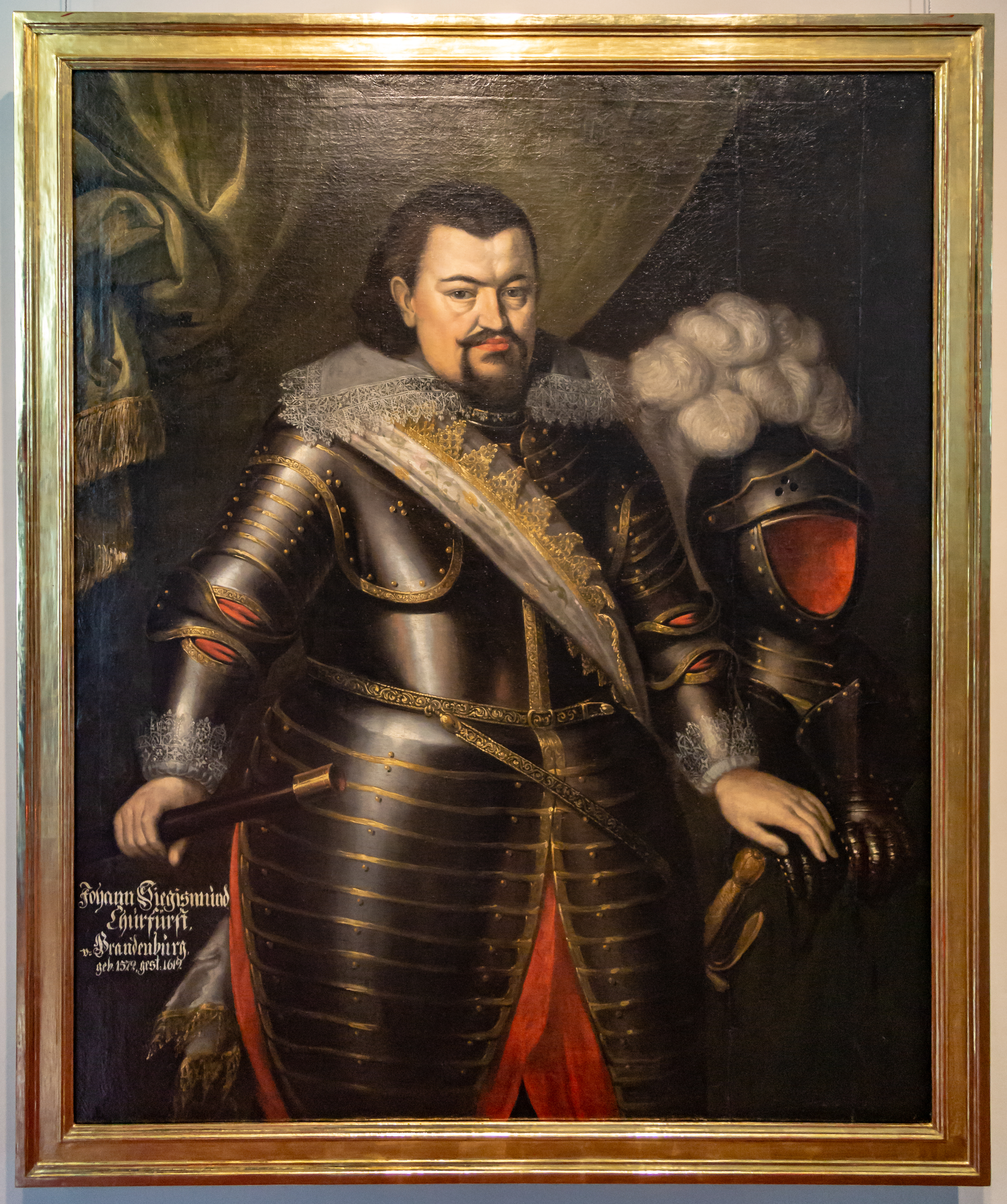
Retrat de Joan Segimon vestit amb armadura i bastó de comandament

Joan Segimon era fill de Joaquim Frederic, i la seva primera muller Caterina de Brandenburg-Küstrin. El 30 d'octubre de 1594 Joan Segimon es casà amb Anna de Prússia, filla d'Albert Frederic, Duc de Prússia (1553-1618). Era la germana gran de la seva madrastra. Tingueren vuit fills:
- Jordi Guillem (13 de novembre del 1595 - 1 de desembre del 1640). El seu successor.
- Anna Sofia de Brandenburg (15 de març del 1598 - 19 de desembre del 1659). Casada amb Frederic Ulric, Duc de Brunswick-Lüneburg.
- Maria Elionor de Brandenburg (11 de novembre del 1599 - 28 de març del 1655). Casada amb Gustau Adolf de Suècia. Foren pares de Cristina de Suècia.
- Caterina de Brandenburg (28 de maig del 1602 - 27 d'agost del 1644). primer casada amb Gabriel Bethlen, Príncep de Transsilvània i en segones núpcies amb Franz Karl de Saxònia-Lauenburg.
- Joaquim Segimon (25 de juliol del 1603 - 22 de febrer del 1625).
- Agnes (31 d'agost del 1606 - 12 de març del 1607).
- Johann Friedrich (18 d'agost del 1607 - 1 de març del 1608).
- Albrecht Christian (7-14 de març del 1609).

## Elector de Brandenburg i Duc de Prússia
Joan Segimon va néixer a Halle an der Saale fill de l'Elector de Brandenburg, Joaquim Frederic, i la seva primera muller Caterina de Brandenburg-Küstrin. Succeí al seu pare com a marcgravi de Brandenburg el 1608. El 1611 Joan Segimon viatjà de Königsberg a Varsòvia on el 16 de novembre de 1611 reté homenatge feudal a Segimon III Vasa, Rei de Polònia (el ducat de Prússia era un feu polonès en aquell temps). Quan Albert Frederic va morir el 1618 sense hereus masculins, tot i que havia fet de regent en nom del mentalment inestable Albert Frederic, Duc de Prússia, feia diversos anys, a Joan Segimon se li va concedir el dret de successió al Ducat de Prússia, llavors encara un feu polonès, i a partir d'aquest moment el ducat es va unir en unió personal amb el Marcgraviat de Brandenburg. L'estat resultant, conegut com a Brandenburg-Prússia es componia de territoris desconnectats geogràficament a Prússia, Brandenburg, i el Ducat de Clèveris i el Comtat de la Mark a Renània. Joan Segimon morí l'any següent.
Joan Segimon va donar el Reichshof de Castrop al seu mestre i educador Carl Friedrich von Bordelius, quan rebé els territoris de Clèveris, Mark i Ravensberg en el Tractat de Xanten el 1614.

## Política religiosa
La major obra de govern de Joan Segimon fou la seva conversió del luteranisme al calvinisme, després d'equiparar els drets de catòlics i protestants al ducat de Prússia sota pressió del Rei de Polònia. Probablement es decantà cap al calvinisme durant una visita a Heidelberg el 1606, però no va ser fins al 1613 quan prengué públicament la comunió segons el ritu calvinista. Tanmateix la vasta majoria dels seus súbdits a Brandenburg, incloent la seva muller Anna de Prússia, es mantingueren luterans. Després que l'Elector i els seus oficials de la cort calvinista planejaren la conversió massiva de la població a la nova fe el febrer 1614, d'acord amb les provisions de la norma Cuius regio, eius religio dins del Sacre Imperi, hi hagué serioses protestes, amb la seva dona donant suport als luterans. La resistència fou tan forta que el 1615 Joan Segimon retrocedí i va renunciar als intents de conversió forçosa. En comptes d'això, va permetre als seus súbdits que elegissin ser luterans o calvinistes segons els dictés la seva pròpia consciència. Des de llavors Brandenburg-Prússia seria un estat amb dues confessions.